# Audi A3
Az Audi A3 az Audi AG középkategóriájú autója. Az 1996-os modellbemutató óta 3 generációja létezik, mindkettő Volkswagen „A” padlólemezen nyugszik, amellyel több – a konszernen belüli – modellnél találkozhatunk, úgy mint az Audi TT, a Volkswagen Golf, a Volkswagen Caddy, a Volkswagen Touran, a Skoda Octavia, és a SEAT León.

## Az első generáció 1996–2003
Az eredeti A3-as 1996-ban jelent meg az európai piacon. A német gyár a típus megjelenésével egyfajta trendet indított el az autógyártásban, hiszen a konkurens presztízsmárkák közül elsőként adta ki "csapott hátú kisautó" modellt. Az autó eleinte csak 3 ajtós változatban volt kapható, amely sportosabb megjelenést kölcsönzött a konszern legkedveltebb modelljével (Volkswagen Golf) szemben.  Mindegyik motor soros, négyhengeres volt, amelyhez elsőkerék- és összkerékmeghajtást is lehetett rendelni.
1999-ben az Audi a modell még erősebb változatait mutatta be: a 150, és a 180 lóerős 1.8 Turbót és az 1.9 TDI-t változó geometriájú turbófeltöltővel. A négykerék-meghajtás választható maradt mind a 150, mind a 180 lóerős változathoz. A piaci nyomás hatására az Audi megadta magát, és megjelent a palettán az 5 ajtós karosszéria, amelyet eredetileg soha nem akart kiadni.
2000 végén az A3-ast felújították, új fényszórót kapott, fejlesztettek az autó belsején, és bemutatták a hatfokozatú manuális váltót, amelyet az 1.8-as Turbo (180 LE) változathoz választhattunk. Ebben az időben jelent meg az új fejlesztésű 1.9 TDI motor, amely 130 LE teljesítménnyel bírt. További változás volt, hogy ezekben a modellekben már alapfelszereltség lett az ESP és az elektronikus fékerőelosztó is.
Bár az Audi az A3-ast 2003-ban lecserélte a második generációs típusra, a régi modellt egy ideig tovább árusították a fejlődő országokban.

### Motorok
- 1.6 L (1595 cm³) benzin, 102 LE
- 1.8 L (1781 cm³) benzin, 125 LE
- 1.8 L (1781 cm³) benzin, kisnyomású turbófeltöltő, 150 LE
- 1.8 L (1781 cm³) benzin, turbófeltöltő, 180 LE
- 1.8 L (1781 cm³) benzin, turbófeltöltő, 210-225LE (Audi S3 néven)

1.9 L (1896 cm³) dízel, hagyományos Wastegates-es turbófeltöltő 90 LE
- 1.9 L (1896 cm³) dízel, változó geometriájú turbófeltöltő 90 LE
- 1.9 L (1896 cm³) dízel, változó geometriájú turbófeltöltő 101 LE
- 1.9 L (1896 cm³) dízel, változó geometriájú turbófeltöltő 110 LE
- 1.9 L (1896 cm³) dízel, változó geometriájú turbófeltöltő 130 LE

## Második generáció 2003-2012
2003-ban a Genfi autókiállításon az Audi útjára indította az A3-as modell második generációját. Az autót Walter de'Silva tervezte és elődjéhez hasonló módon háromajtós, csapott hátú változatban jelent meg, soros, 4-hengeres motorral. Az újdonságot az újratervezett és tágasabb belső, a minimálisan átdolgozott karosszéria és az új benzinmotor megjelenése jelentette. Az új motor FSI rövidítésre hallgat, amely a Fuel Stratified Injection szavakból származik és olyan közvetlen befecskendezést takar, amelynél a tömegerőket mechanikusan kiegyenlítik. Az alap 1.6-os modellen kívül mindegyik modellben alapfelszereltség lett a 6-fokozatú kézi váltó.
2003 közepén két új változatot jelentett be a gyár. Az egyik a 2.0 Turbo FSI volt 200 LE-vel, a másik pedig a 3.2-es 250 LE-s. A Quattro (az Audi négykerék-meghajtásos rendszere) a 3.2-es modellben alapfelszereltség volt, de minden 140 LE feletti modellhez választani lehetett. Megjelent a régi DSP (az audinál tiptronic névre hallgató) automata váltó mellett egy új, DSG (az audinál S-tronic névre hallgató – Direct-Shift Gearbox) automata is, amely egy 6-fokozatú duplakuplungos váltómű elektrohidraulikus működtetéssel.
Megjelenik továbbá az új-generáció ötajtós változata, amelyet Sportback néven árusítanak 2004 júniusától. Az új változat hosszabb, így megnövekedett a hátul ülők tere, csakúgy mint a csomagtér (immáron 370 literes). Innentől kapja meg az A3-as modellcsalád is az Audi új hűtőmaszkját, amelyet eredetileg az A8-ason mutattak be, de ma már az A2-esen kívül minden modell közös jellemvonása, a márka új arculatának jelképe. (Hivatalosan csak a Sportback változat kapja meg, azonban 2005-től minden másik A3-as is.)
2005-től az Audi bevezeti – illetve csak kiterjeszti – az S-Line sportelemeit. Innentől kezdve minden Audi modellhez csomagként rendelhetőek a sportosságot szimbolizáló, impozánsabb megjelenést – mind külsőleg mind belsőleg – biztosító extrák. (Ilyenek a sportfutómű, ültetett karosszéria, különböző szélterelő karosszériaelemek,…)
2006 áprilisában a motorpaletta újabb taggal bővül, Ez a 2.0 TDI 170 LE. Ugyanezen év augusztusában az Audi bejelenti az S3 verzió megjelenését, amelyet az újonnan fejlesztett (a régi továbbfejlesztése) 2.0 TFSI motorral szerelnek. Ez 265 LE teljesítmény leadására képes a nagyobb turbónyomásnak köszönhetően (1.2 bar), és természetesen ebben a változatban alapfelszereltség a Quattro a 6 sebességes kéziváltó mellett. Ez a motor képes arra, hogy az autót 5.7 másodperc alatt gyorsítsa fel 0–100 km/h-ra. A sportosság megőrzése érdekében a futóművet és a rugózást is sportosabbra hangolták, és az autó 25 milliméterrel közelebb került a földhöz. Mindemellett 225/40 R18-as gumikkal szerelték.
2007 januárjában a régi 2.0 FSI motort felváltotta az 1.8-as TFSI 160 LE teljesítménnyel.Azonban ez csak elsőkerék-meghajtással rendelhető. Még 2007-ben tervezi az Audi egy teljesen új 1.4 TFSI motorral szerelt változat kibocsátását.
Motorok
- 1.4 L (1395 cm³) benzin, TFSI (turbófeltöltős FSI) 125 LE
- 1.6 L (1595 cm³) benzin, 102 LE
- 1.6 L (1598 cm³) benzin, FSI 115 LE
- 2.0 L (1984 cm³) benzin, FSI 150 LE (150 PS)
- 2.0 L (1984 cm³) benzin, TFSI 200 LE
- 3.2 L (3189 cm³) benzin, 250 LE
- 2.0 L (1984 cm³) benzin, TFSI 265 LE (Audi S3 néven)
- 1.6 L (1596 cm3) dízel változó geometriájú turbófeltöltő 105LE
- 1.9 L (1896 cm³) dízel, változó geometriájú turbófeltöltő 105 LE
- 2.0 L (1968 cm³) dízel, változó geometriájú turbófeltöltő 140 LE
- 2.0 L (1968 cm³) dízel, változó geometriájú turbófeltöltő 170 LE

## Harmadik generáció 2012-2016

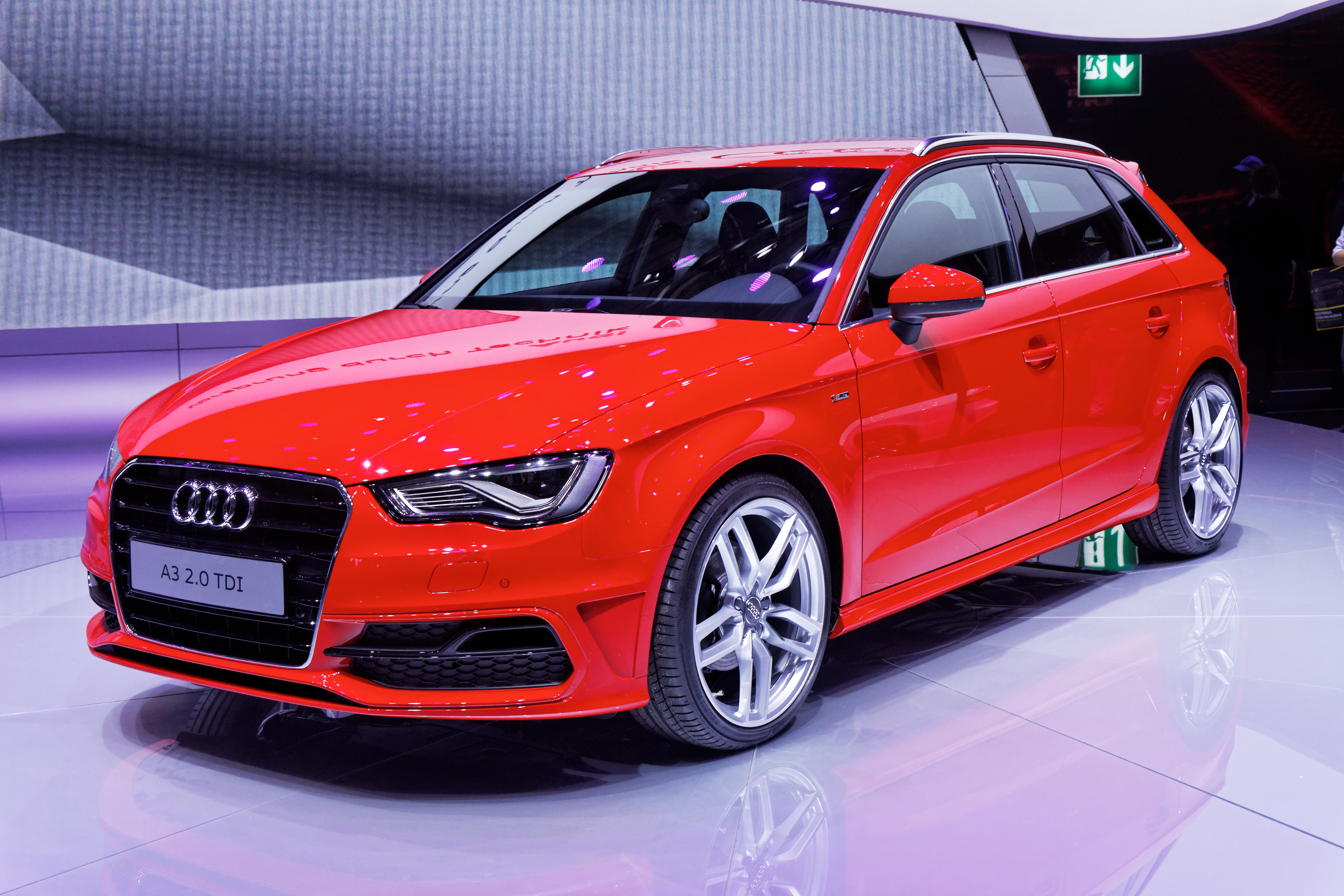
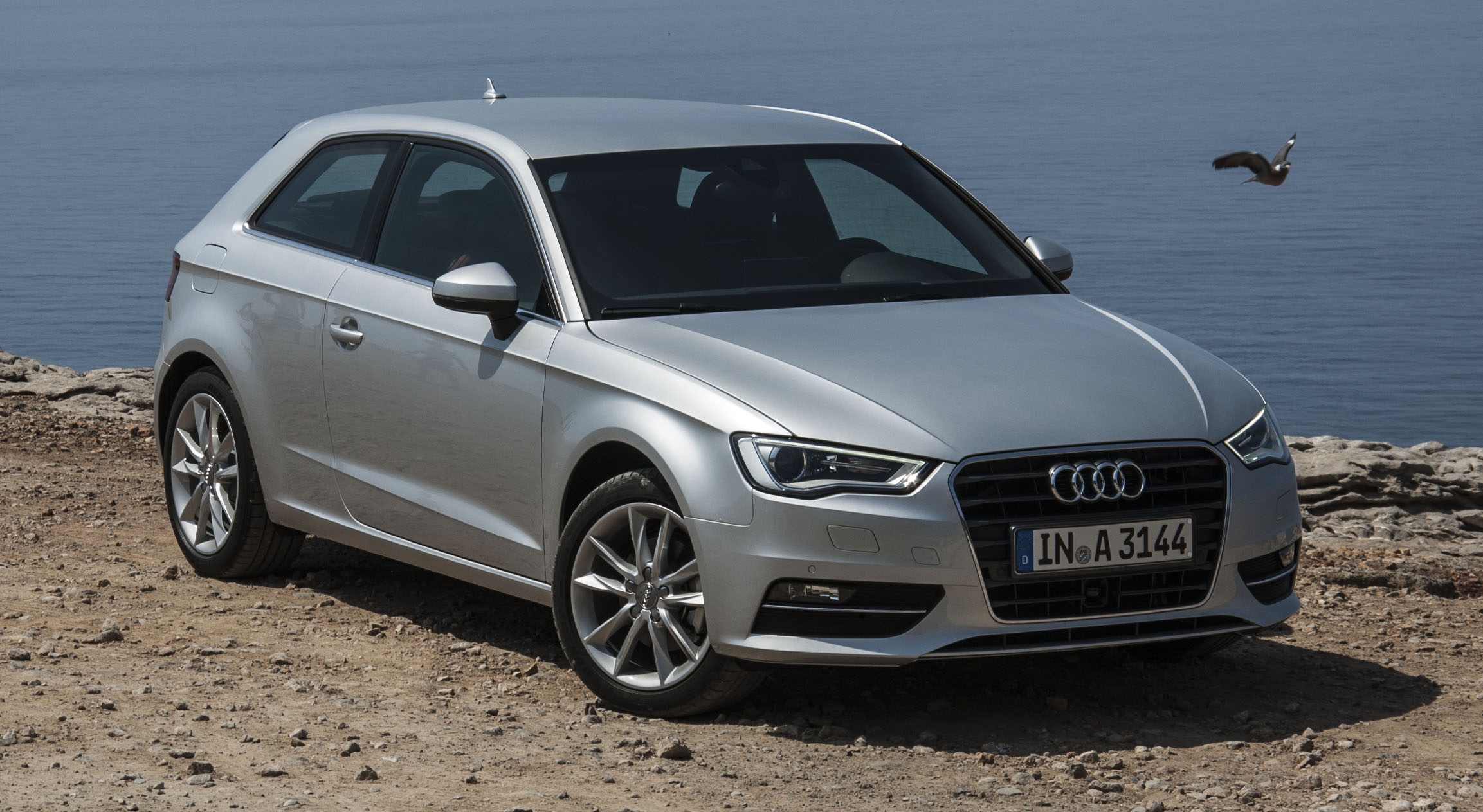
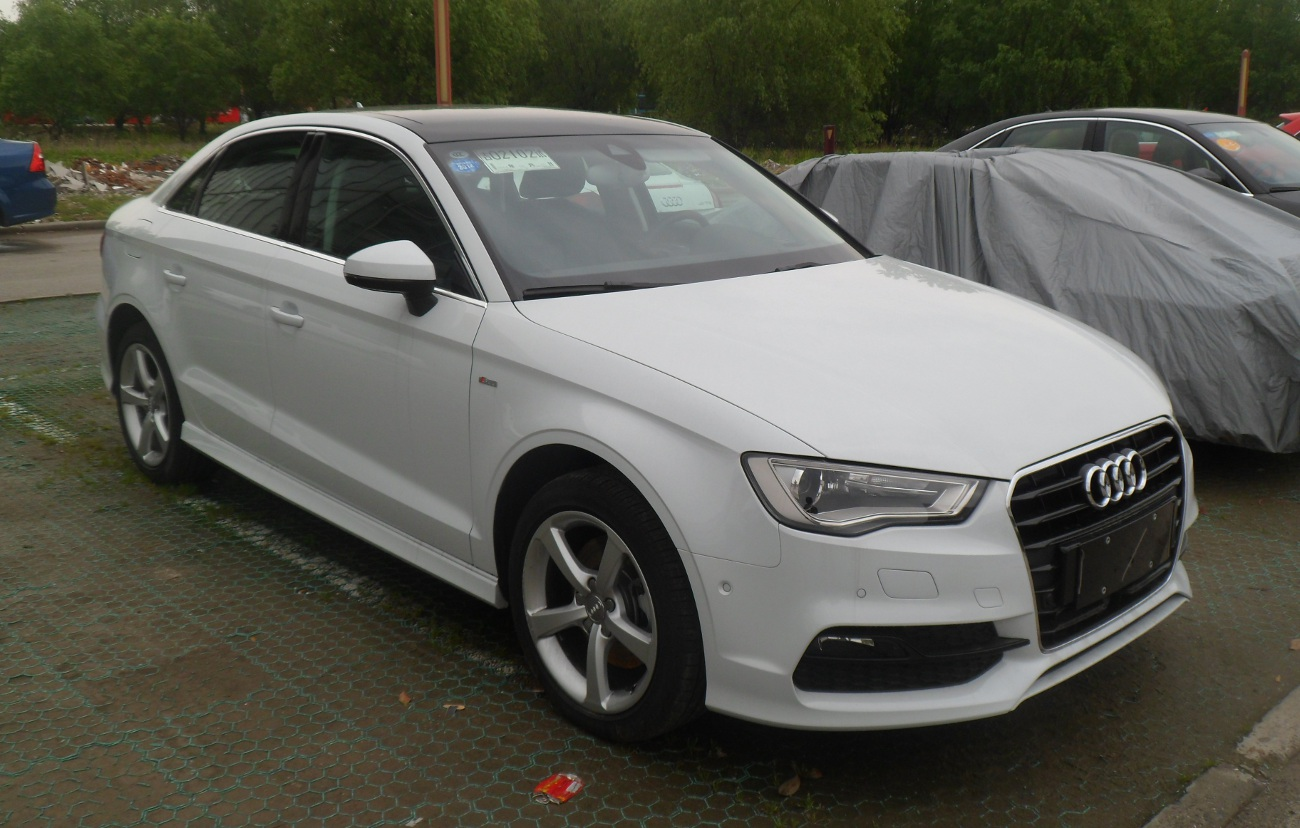
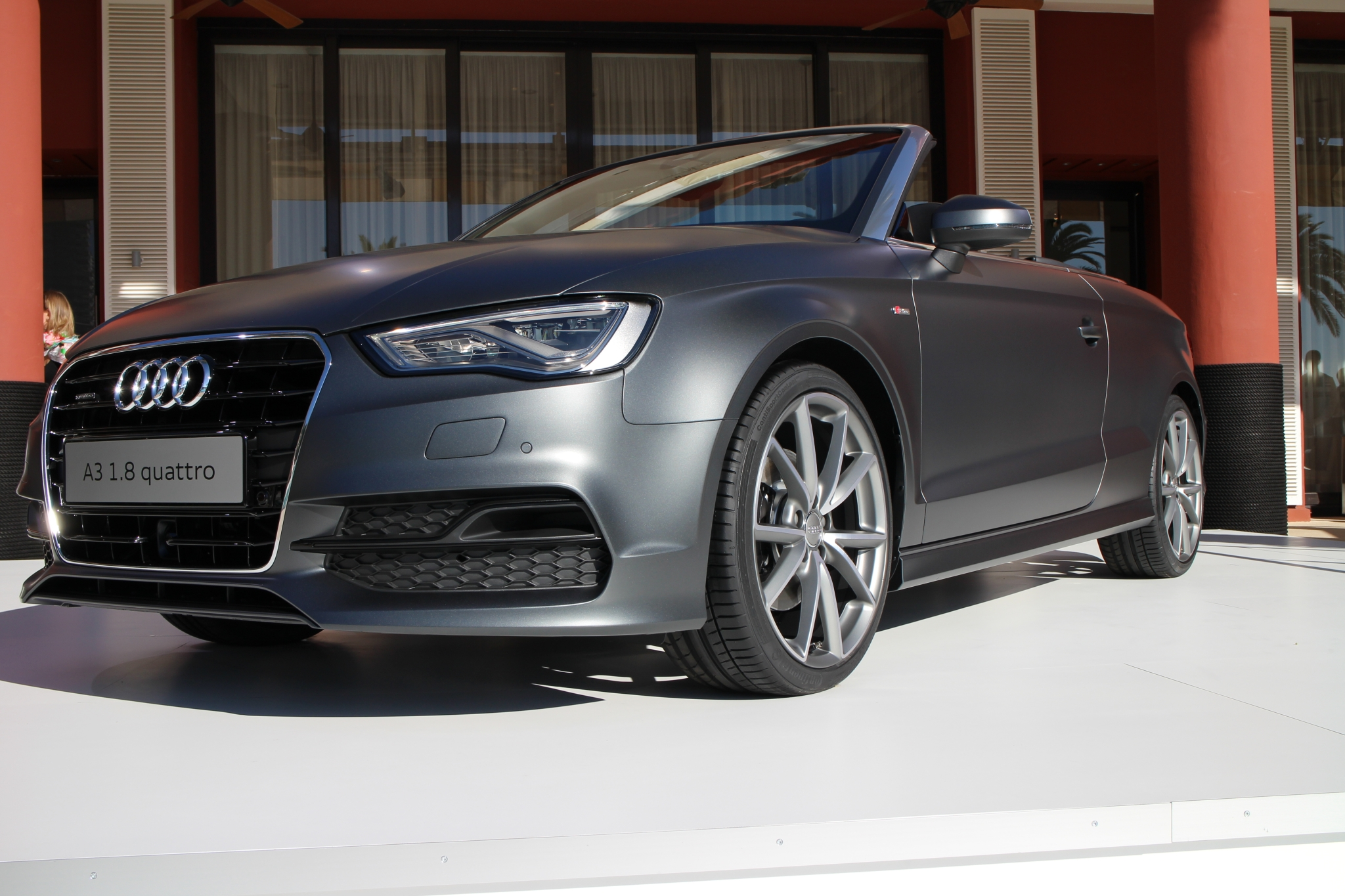

A lámpák újak. Ránézésre csupán egy erős ráncfelvarrásnyi változás látszik a kocsin, de az A3-as teljesen új, a padlólemeztől a motorig. A harmadik generációs A3-as hosszban szinte teljesen megegyezik az előző modellel - 4,24 méter -, és a tengelytáv is csak csekély mértékben, de 2 centiméterrel nőtt, 2,6 méterre.
Elejét nagyméretű, hatszögletű hűtőrács, a jellegzetes formájú, LED-es nappalifénnyel kiegészített fényszóró uralja. Az addigi 3 és 5 ajtós, valamint cabrio verziók mellett megjelent a 4 ajtós szedán is.
A benzines Audi A3 modellek motorterében a TFSI technika dolgozik.
1.4 TFSI motor 90 kW (122 LE) teljesítményű.
1.8 TFSI: 132 kilowattos (180 LE) motorban az „Audi valvelift system” szelepvezérlés mellett az intelligens hőmenedzsment rendszere is megtalálható.
Diesel modell:
Audi A3 110 kW (150 LE) teljesítményű 2.0 TDI erőforrás.
Benzines S3:
265 LE teljesítmény
gyorsulás 0-100: 5,7 mp

## Díjak és elismerések
- (2007) Audi 2.0T FSI az év motorja
- (2006) Az év autóbelsője (saját kategóriában)
- (2006) "Mindenhol a legjobb"-New England téli jármű (New England Motor Press Association)
- (2006) A legjobb luxus-kisautó (BusinessWeek Magazine)
- (2005) Kitűnő biztonsági minősítés a frontális- és oldalsó tesztek alapján (IIHS)